# 陳志耀
陳志耀（英語：Tommy Chan Chi-yiu，1976年—），香港資深生命教育家、EDIT Workshop Company Limited創辦人暨執行董事、學習與個人成長課程（Learning and Personal Development，LPD® Programme）設計者暨啟導師，兼任多間學校課程發展顧問，為生命教育基金會（LPD Educational Foundation）創辦人。
此外，陳志耀是一位資深投資者與理財教育家，為《香港經濟日報》及《明報》等撰寫理財專欄，多次受到摩根士丹利及美國銀行等邀請出席投資理財講座。

## 簡歷
陳志耀生於香港，中學於華英中學畢業後入讀香港大學土木工程系，並先後獲頒十五個獎項和獎學金，其後以一級榮譽畢業，取得土木工程專業資格。畢業後，陳志耀在從事土木工程師訓練時，同時自修倫敦大學法律學課程。年僅26歲，他更取得香港工程師學會的專業資格(MHKIE)，以及成功考取英國土木工程師學會(ICE)的專業試。 陳志耀於23歲開始他的演講生涯，他當時獲聖保羅男女中學附屬小學邀請舉辦老師培訓，其後選擇了一個影響一生的決定，放棄土木工程師的事業，轉投生命教育的工作。
陳志耀於2001年創辦EDIT Workshop，設計及編寫了LPD教育系統教育下一代，並不斷應邀為不同的商業機構、政府部門、學校進行演講及培訓的工作，至今已主講逾千場講座及工作坊，如美國銀行(亞洲)、衛生署、香港中文大學、聖保羅男女中學、嘉諾撒聖心學校等；更接受多間傳媒機構、雜誌的訪問，如：明報、經濟日報、星島日報、父母世界等。
陳志耀並撰寫了暢銷管理書籍《經濟大變局》系列。2007年，陳志耀為EDIT Workshop成立出版部，開展文字和影音事工，將信念傳開。2010年成立生命教育基金會，為基層的學校和家庭提供生命教育的培訓，讓更多有需要的人接觸生命教育。2011年，陳志耀以「與家同行」為發展主題，開辦了一系列家庭課程及成人生命成長課程，協助家庭進入生命轉化。2016年，EDIT Workshop成立十五年，陳志耀實踐生命教育於更廣泛的領域，例如整全治療、多媒體事工、特殊需要兒童等等，讓生命教育的理念得以不斷擴展。

## 著作
- 《經濟大變局－－嶄新投資思維（增訂版）》ISBN	9789881756565
- 《經濟大變局(2)－－後金融海嘯的混沌秩序與心理旋律》ISBN	9789881756541
- 《經濟大變局入門－－財富管理思維》	ISBN	9789889809379
- 《TOMMY的LPD教育系統》ISBN	9789889809393
- 《生命啟動生命》ISBN	9789889809386
- 《新寫給父母十個與愛有關的故事》ISBN	9789881929167
- 《尋見－－從經濟變化到生命價值重塑》ISBN	9789881929143
- 《滿足．足焉－－面對迷惘》ISBN	9789881929112
- 《滿足．足焉－－面對挫敗》ISBN	9789881929129
- 《滿足．足焉－－面對疾病》ISBN	9789881929136
- 《超凡學生手記（第三版）》ISBN	9789881756589
- 《超凡學生手記(2)－－成長藍圖（給中學生的12堂通識課）》ISBN	9789881756572
- 《滿足心理學－－如何渡過各種人生逆境》ISBN	9789881756558
- 《超凡人生》ISBN	9789881756510
- 《生命啟動生命》ISBN	9789889809386
- 《尋常，尋夢想－－六十個成功關鍵》ISBN	9789889809317
- 《超凡學生手記－－信念躍進、時間管理、高效學習》ISBN	9789889809355
- 《幸福你有得揀：二十四個真實故事，在逆境中勇敢前行，活出更豐盛的生命》ISBN	9789882164499

## 資料來源
1. ↑  .   [2021-03-14]. （原始内容存档于2021-01-22）.

- 陳志耀
- 陳志耀 （页面存档备份，存于）
- Edit Workshop | 陳志耀

## 外部連結
- 生命教育基金會 （页面存档备份，存于）